# Oxystigma caerulans
Oxystigma caerulans är en trollsländeart som beskrevs av De Marmels 1987. Oxystigma caerulans ingår i släktet Oxystigma och familjen Megapodagrionidae. Inga underarter finns listade i Catalogue of Life.